# Veronica senex
Veronica senex är en grobladsväxtart som först beskrevs av Garn.-jones, och fick sitt nu gällande namn av Garn.-jones. Veronica senex ingår i släktet veronikor, och familjen grobladsväxter. Inga underarter finns listade i Catalogue of Life.